# Триада (дем Горуша)
Триада, още Печани или Пецяни (на гръцки: Τριάδα; до 1928 г.: Πέτσιανη, Пецяни), е село в Егейска Македония, Република Гърция, дем Горуша (Войо), област Западна Македония.

## География
Селото е разположено на 830 m надморска височина, в областта Населица на около 25 km югозападно от град Неаполи (Ляпчища) и около 15 km западно от Цотили.

## История

### В Османската империя
В края на ХІХ век Печани е гръцко село в Населишка каза на Османската империя.
Според статистика на Серфидженския санджак на гръцкото консулство в Еласона от 1904 година в Пецяни (Πέτσιανη), Населишка каза, живеят 120 гърци елинофони християни.

### В Гърция
През Балканската война в 1912 година в селото влизат гръцки части и след Междусъюзническата в 1913 година Печани остава в Гърция.
През 1913 година при първото преброяване от новата власт в него са регистрирани 177 жители.
През 1928 година името на селището е сменено на Триада.
Населението традиционно произвежда жито, картофи и други земеделски продукти, като се занимава и със скотовъдство.
| Година    | 1913 | 1920 | 1928 | 1940 | 1951 | 1961 | 1971 | 1981 | 1991 | 2001 | 2011 | 2021 |
| --------- | ---- | ---- | ---- | ---- | ---- | ---- | ---- | ---- | ---- | ---- | ---- | ---- |
| Население | 177  | 112  | 132  | 144  | 133  | 120  | 69   | 47   | 23   | 16   | 12   | 11   |